# Ancylorhynchus limbatus
Ancylorhynchus limbatus là một loài ruồi trong họ Asilidae. Ancylorhynchus limbatus được Fabricius miêu tả năm 1794.